# ظهر الحضن (كعيدنة)

تعديل مصدري - تعديل

ظهر الحضن هي إحدى قرى عزلة سواخ بمديرية كعيدنة التابعة لمحافظة حجة، بلغ تعداد سكانها 213 نسمة حسب تعداد اليمن لعام 2004.